# Уткинский Завод
Уткинский Завод — посёлок в Шалинском районе Свердловской области России. Входит в состав муниципального округа Староуткинск.
Ранее деревня входила в состав Староуткинского поссовета Шалинского района.

## Географическое положение
Посёлок Уткинский Завод расположен в 6 километрах (по дорогам в 9 километрах) к юго-западу от посёлка Староуткинска, в лестной местности, на левом берегу реки Распаихи (левого притока реки Утки бассейна реки Чусовой). В посёлке расположена одноимённая железнодорожная станция направления Чусовская — Кузино — Бердяуш (исторически — Западно-Уральская железная дорога).

## Население
| 2002 | 2010 |
| ---- | ---- |
| 36   | ↗39  |